# Niclas Herbst

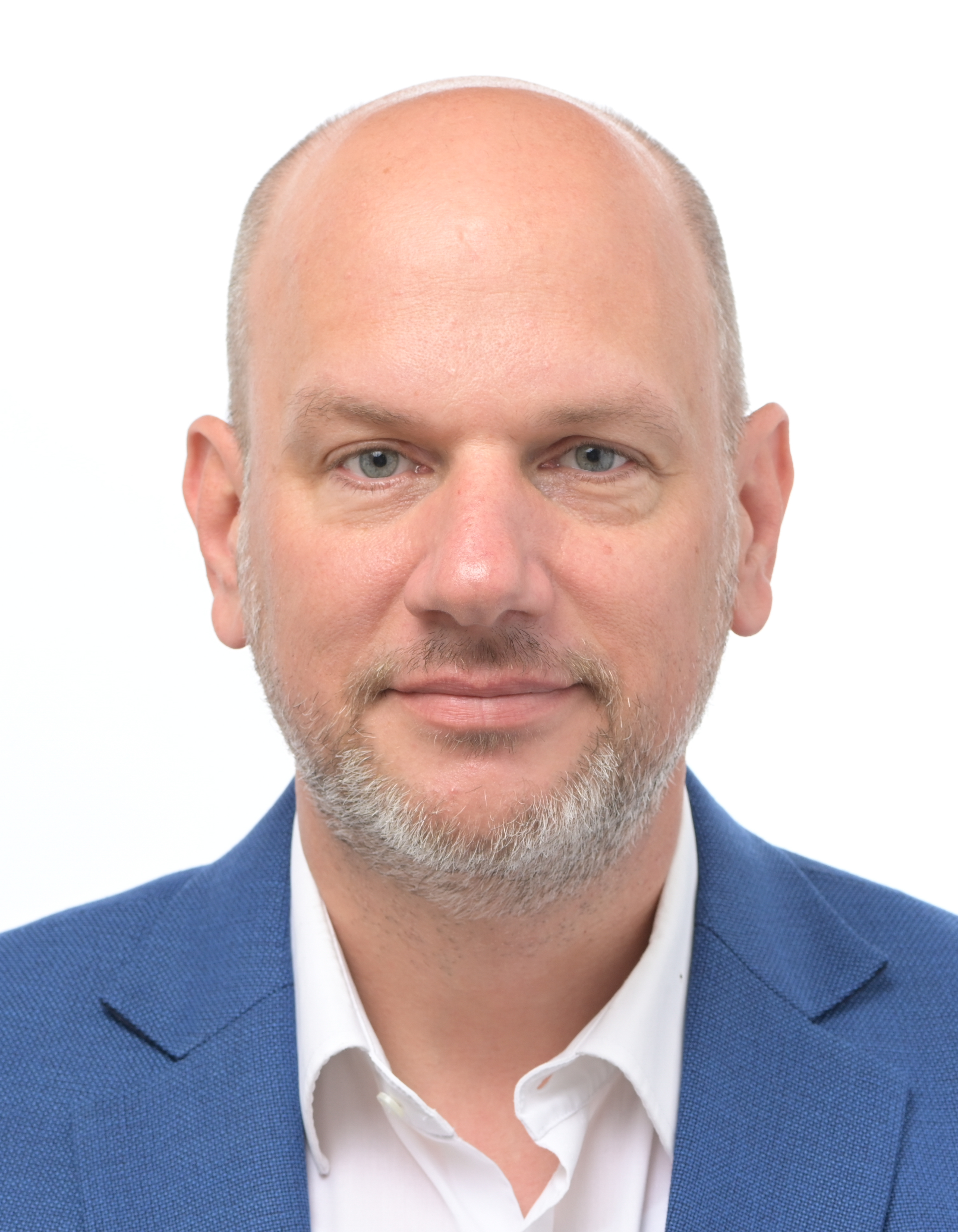
Niclas Herbst (2024)

Niclas Herbst (* 28. Februar 1973 in Ratzeburg) ist ein deutscher Politiker (CDU). Seit 2019 ist er Mitglied des Europäischen Parlaments. Zuvor war er von 2005 bis 2012 Mitglied des Landtags von Schleswig-Holstein.

## Leben und Beruf

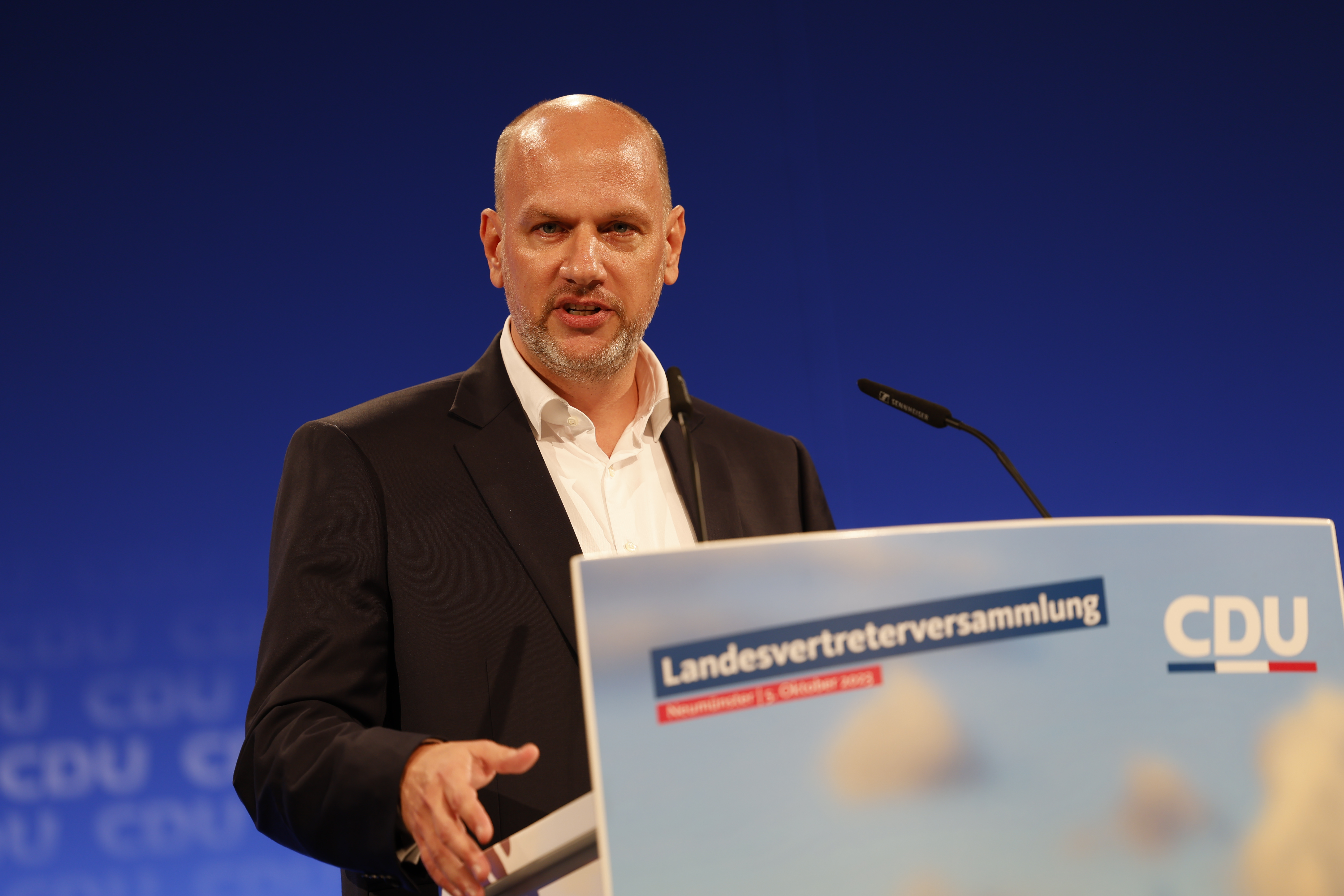
Niclas Herbst auf dem 75. Landesparteitag der CDU am 5. Oktober 2023

Nach dem Abitur 1992 an der Lauenburgischen Gelehrtenschule in Ratzeburg leistete Herbst seinen Wehrdienst ab und durchlief dabei die Ausbildung zum Reserveoffizier. 1994 begann er ein Studium der Politikwissenschaft, des Öffentlichen Rechts und der Psychologie an der Christian-Albrechts-Universität Kiel, welches er 2000 als Magister Artium beendete. Danach war Herbst bis zu seinem Eintritt in die Berufspolitik 2005 als wissenschaftlicher Referent für Wirtschaftspolitik bei der schleswig-holsteinischen CDU-Landtagsfraktion tätig. Nach seinem Ausscheiden aus dem Landtag 2012 arbeitete er bis 2017 als Senior Consultant in einer internationalen Beratungsagentur.
Herbst war mit der schleswig-holsteinischen Landespolitikerin Kristina Herbst verheiratet. Sie haben drei gemeinsame Kinder.

## Ehrenamtliches politisches Engagement
Herbst trat schon als Schüler 1990 in die CDU ein. Er engagierte sich zunächst in der Jungen Union (JU), deren Kreisvorsitzender er von 1992 bis 1998 im Kreis Herzogtum Lauenburg war. Von 1994 bis 2002 gehörte er außerdem dem JU-Landesvorstand von Schleswig-Holstein an und war von 2000 bis 2002 schließlich JU-Landesvorsitzender.
Von 1998 bis 2003 gehörte Herbst dem Kreistag des Kreises Herzogtum Lauenburg an.
Seit 2000 ist Herbst Mitglied des Landesvorstandes der schleswig-holsteinischen CDU und seit 2008 stellvertretender Vorsitzender der überparteilichen Europa-Union Schleswig-Holstein, die sich für ein föderales Europa und den europäischen Einigungsprozess einsetzt.

## Berufspolitik

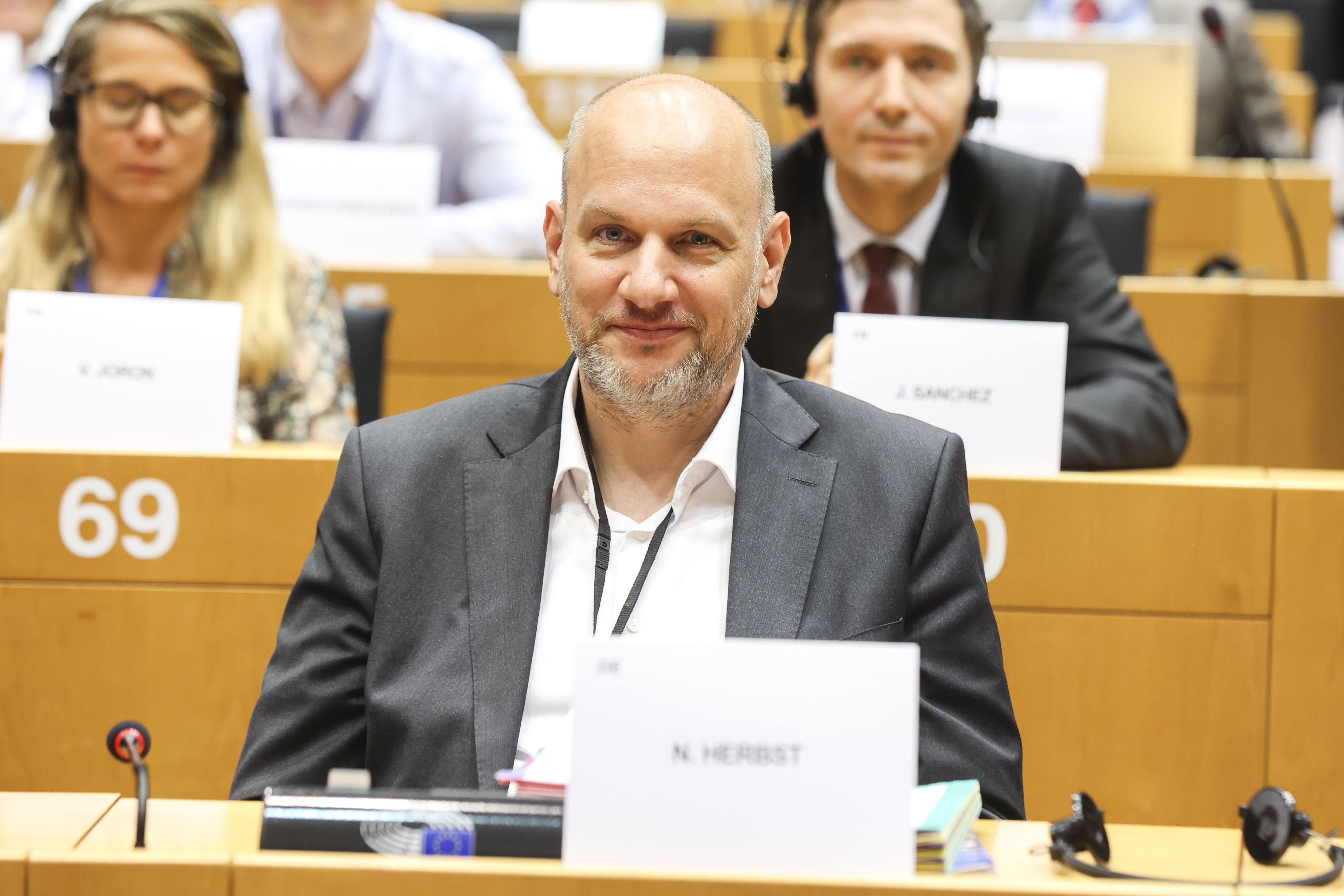
Seit 2019 ist Herbst Mitglied des Europäischen Parlaments

Von 2005 bis 2012 war er Mitglied des Landtages von Schleswig-Holstein und dabei unter anderem stellvertretender Vorsitzender des Europaausschusses und Fachsprecher der CDU-Landtagsfraktion für die Bereiche Hochschule, Jugend und Sport. Von 2010 bis 2012 gehörte Niclas Herbst dem Ausschuss der Regionen der Europäischen Union an.
Bei der Landtagswahl 2005 erreichte Niclas Herbst 45,3 Prozent der Erststimmen im Landtagswahlkreis Lauenburg-Nord und zog damit als direkt gewählter Abgeordneter in den Landtag ein. Bei der vorgezogenen Landtagswahl in Schleswig-Holstein 2009 wurde er mit 37,7 Prozent der Erststimmen wiedergewählt. Bei Wahlkreisreform, die der Landtagswahl 2012 vorausging, wurde sein Wahlkreis Lauenburg-Nord mit Teilen des Wahlkreises Lauenburg-Mitte zusammengelegt, in dem der damalige CDU-Kreisvorsitzende und Landesinnenminister Klaus Schlie langjährig das Direktmandat errungen hatte. Da dieser in dem neu gebildeten Wahlkreis antrat, verzichtete Herbst auf um eine innerparteiliche Nominierung.
Für die CDU Schleswig-Holstein kandidierte Herbst bei der Europawahl 2014 auf Platz 2 der Landesliste. Listenplatz 1 hatte der langjährige Europaabgeordnete Reimer Böge inne. Zur Europawahl 2019 trat Böge nach dann dreißigjähriger Mitgliedschaft im Parlament nicht mehr an. Herbst wurde auf dem Landesparteitag im Juni 2018 mit 86,3 Prozent der Stimmen zum Spitzenkandidaten seiner Partei für diese Wahl bestimmt.
Seit Juli 2019 ist Niclas Herbst Mitglied des Europäischen Parlaments (MdEP). Er ist Mitglied und stellvertretender Vorsitzender des Haushaltsausschusses, Mitglied des Fischereiausschusses und Mitglied der AKP-Delegation. Im Haushaltkontrollausschusses und in der Delegation für die Beziehung zu Iran ist er stellvertretendes Mitglied. Er wurde bei der Europawahl 2024 wiedergewählt und ist seit Juli 2024 Vorsitzender des Ausschusses für Haushaltskontrolle.